# Maximilian Nicu
Maximilian Johannes Ștefan Nicu (Prien am Chiemsee, 25 novembre 1982) è un ex calciatore tedesco naturalizzato rumeno, di ruolo centrocampista.